# Euselasia eucrates
Euselasia eucrates is een vlindersoort uit de familie van de prachtvlinders (Riodinidae), onderfamilie Euselasiinae.
Euselasia eucrates werd in 1872 beschreven door Hewitson.